# Cantonul Marseille-en-Beauvaisis
Cantonul Marseille-en-Beauvaisis este un canton din arondismentul Beauvais, departamentul Oise, regiunea Picardia, Franța.

## Comune
| Comune                  | Populație (1999) | Cod poștal | Cod INSEE |
| ----------------------- | ---------------- | ---------- | --------- |
| Achy                    | 325              | 60690      | 60004     |
| Blicourt                | 324              | 60860      | 60077     |
| Bonnières               | 166              | 60112      | 60084     |
| Fontaine-Lavaganne      | 377              | 60690      | 60242     |
| Gaudechart              | 326              | 60210      | 60269     |
| Haute-Épine             | 282              | 60690      | 60304     |
| Hétomesnil              | 207              | 60360      | 60314     |
| Lihus                   | 363              | 60360      | 60365     |
| Marseille-en-Beauvaisis | 1 132            | 60690      | 60387     |
| Milly-sur-Thérain       | 1 628            | 60112      | 60403     |
| La Neuville-sur-Oudeuil | 300              | 60690      | 60458     |
| La Neuville-Vault       | 149              | 60112      | 60460     |
| Oudeuil                 | 234              | 60860      | 60484     |
| Pisseleu                | 405              | 60860      | 60493     |
| Prévillers              | 131              | 60360      | 60514     |
| Rothois                 | 173              | 60690      | 60550     |
| Roy-Boissy              | 334              | 60690      | 60557     |
| Saint-Omer-en-Chaussée  | 1 296            | 60860      | 60590     |
| Villers-sur-Bonnières   | 162              | 60860      | 60688     |